# HMS Gladiolus (K34)
HMS Gladiolus (K34) je bila korveta razreda flower Kraljeve vojne mornarice, ki je bila operativna med drugo svetovno vojno.

## Zgodovina
Ladja je sodelovala pri potopitvi podmornic U-26 (1. julija 1940) in U-556 (27. junija 1941).
Ladjo je 17. oktobra 1941 potopila nemška podmornica U-558, medtem ko je spremljala konvoj SC-48 južno od Islandije; umrli so vsi člani posadke.